# Hernán Figueroa Anguita
Hernán Alfonso Figueroa Anguita (Traiguén, 24 de febrero de 1897-Santiago, 8 de febrero de 1985) fue un abogado, diplomático y político radical chileno. Entre mayo y septiembre de 1924; y entre 1926 y 1930, se desempeñó como diputado y luego fue embajador de Chile —en calidad de encargado de negocios— en España, desde 1940 hasta 1945. El 14 de mayo de ese año, fue designado como ministro del Interior por el presidente Juan Antonio Ríos; ejerciendo esa función hasta el 22 de mayo del mismo año.

## Familia y estudios
Nació en la ciudad chilena de Traiguén el 24 de febrero de 1897, hijo de Juan Pelagio Figueroa y Tulia Anguita. Su hermano Martin, actuó como ministro plenipotenciario de Chile en Cuba entre 1939 y 1943, período correspondiente a las administraciones de los presidentes Pedro Aguirre Cerda y Juan Antonio Ríos. Realizó sus estudios primarios y secundarios en el Instituto Nacional, continuando los superiores en la carrera de derecho en la Universidad de Chile, titulándose como abogado en 1918, con la tesis Lesión Enorme. Ejerció libremente su profesión, y fue examinador de derecho procesal.
Se casó en dos oportunidades, primero con Laura Pérez Covarrubias, con quien tuvo dos hijas; y en segundas nupcias en 1973 con Rosa Olivia Valdés Wood. En 1965 su hija Marisol, falleció en un accidente aéreo.

## Vida política
Integrante de las filas del Partido Radical (PR), en las elecciones parlamentarias de 1924, fue elegido como diputado por los departamentos de Collipulli y Mariluán, por el periodo legislativo 1924-1927. Integró la Comisión Permanente de Legislación y Justicia y la Comisión Mixta de Presupuestos, ambas en 1924. Sin embargo, no logró finalizar su periodo parlamentario debido a un golpe de Estado ocurrido, el cual el 11 de septiembre de 1924, disolvió el Congreso Nacional por decreto de la Junta de Gobierno establecida tras el golpe.
En las elecciones parlamentarias de 1925, volvió a ser elegido como diputado por la reformada Vigésima Circunscripción Departamental (correspondiente a los departamentos de Angol, Collipulli, Traiguén y Mariluán), por el período 1926-1930. En esa ocasión fue diputado reemplazante en la Comisión Permanente de Relaciones Exteriores.
En las elecciones parlamentarias de 1932, fue elegido como senador por la Octava Agrupación Provincial (Bío-Bío y Cautín), por el período 1933-1941. En esta oportunidad fungió como vicepresidente del Senado, desde el 2 de junio hasta el 26 de agosto de 1936. Fue senador reemplazante en la Comisión Permanente de Higiene y Asistencia Pública; en la de Gobierno; en la de Constitución, Legislación y Justicia; y en la de Policía Interior y Reglamento, en la segunda etapa de su mandato senatorial; e integró la Comisión Permanente de Policía Interior, durante el primer período de su labor parlamentaria. También, fue miembro de la Comisión Mixta de Presupuestos en 1935, 1936, 1937, y 1940; de la Comisión Mixta Encargada de Estudiar y Proponer un Proyecto que Reglamente la Tramitación de la Observación de la Ejecución de los Proyectos de Ley Aprobados por Ambas Ramas Legislativas; de la Comisión Mixta Encargada de Estudiar el Proyecto que Modifica el Código de Procedimiento Penal; y de la Comisión Mixta Encargada de Estudiar un Proyecto que Introduce Diversas Modificaciones a la Ley Sobre Protección de Menores, todas las últimas tres en 1940.
En 1940, además, fue nombrado encargado de negocios de Chile en España, por el presidente Pedro Aguirre Cerda.
El 14 de mayo de 1945 el presidente Juan Antonio Ríos lo llamó a asumir como ministro del Interior y le ofreció el Ministerio de Relaciones Exteriores, pero por razones desconocidas, no asumió los suficientes días, y fue reemplazado por Luis Álamos Barros. En 1946, asumió como presidente de la Caja de Crédito Hipotecario. En ese mismo año se incorporó al Partido Radical Democrático, renunciando a él en 1953.
En las elecciones parlamentarias de 1949, fue nuevamente elegido como senador por la reformada anteriormente, Octava Agrupación Provincial (Bío-Bío, Malleco y Cautín), por el período 1949-1957. Volvió a desempeñarse como vicepresidente del Senado, entre el 25 de mayo de 1955 y el 15 de mayo de 1957. Integró la Comisión Permanente de Constitución, Legislación y Justicia; y la de Relaciones Exteriores y Comercio.
Durante los diferentes períodos de su trabajo parlamentario presentó numerosas mociones que más tarde se convirtieron en ley, como la ley n° 5.170, del 31 de mayo de 1933, que «establece normas al régimen tributario»; la ley n° 5.992, del 13 de febrero de 1937, sobre «restablecimiento de límites de la provincia de Malleco»; la ley n° 5.551, sobre «construcción y terminación del Estadio Nacional de la ciudad de Temuco»; la ley n° 5.680, del 13 de agosto de 1935, sobre «modificación al Código Civil»; la ley n° 6.163, sobre «creación de grados y sueldos de la Corte de Apelaciones de Temuco»; y la ley n° 10.370, del 6 de agosto de 1952, sobre «celebración del IV Centenario de la Fundación de Carahue».
En 1969 se integró a la Democracia Radical, colectividad ligada al sector centroderechista del radicalismo. En 1972 fue presidente de la Federación Nacional-Democracia Radical, coalición de la Democracia Radical con el Partido Nacional y que estaba integrada dentro de la Confederación de la Democracia (CODE).
Fue miembro del Club de La Unión. En 1932 fue el primer director de la 1.ª Compañía de Bomberos de Santiago, y desde entonces ingresó al directorio por el resto de su vida. Luego fue vicesuperintendente y a continuación superintendente durante 1946-1949; y 1957-1968. El 7 de diciembre de 1938 fue nombrado director honorario vitalicio. Fue además, director del Banco Sudamericano, y en 1976 fue miembro del Consejo de Estado.
Falleció alejado de la vida pública, en Santiago, el 8 de febrero de 1985.